# Скаррон, Поль
Поль Скаррон (фр. Paul Scarron; 4 июля 1610, Париж, — 6 октября 1660, там же) — французский романист, драматург и поэт. Его главное произведение — «Комический роман».

## Биография
Седьмой ребёнок в семье чиновника Счетной палаты, Поль Скаррон избрал карьеру католического священнослужителя. В 1632 году получил место в приходе в Ле-Мане. Был приближен к епископу Шарлю де Бомануар и очень популярен в провинциальных салонах. В 1638 году он неожиданно заболел ревматизмом, и 28-летний жизнерадостный, любящий повеселиться аббат превратился в разбитого параличом калеку, вынужденного проводить значительную часть времени в комнате, нередко перенося страшную боль в суставах. Это несчастье не помешало ему усиленно заниматься литературной работой и проявлять в своих сочинениях редкое, не сломленное недугом остроумие.
Не имея почти никаких средств к существованию, он должен был прибегать к покровительству меценатов, посвящая им свои произведения, добиваясь денежных пособий, пенсий и т. п. Любимец Анны Австрийской, после публикации в 1649 году памфлетных стихов в адрес кардинала Мазарини, он лишился королевской пенсии и был вынужден зарабатывать на жизнь стихами-посвящениями. Памфлет писателя «La mazarinade» (1651), направленный против кардинала, дал названию жанру публицистической сатиры — мазаринады (в современном понимании к ним относят все политические сочинения, как проправительственные, так и антиабсолютистские эпохи Фронды).
Скаррон возвратился в Париж и в 1652 году женился на 17-летней бесприданнице Франсуазе д’Обинье, внучке поэта Агриппы д’Обинье, будущей мадам де Ментенон, скрасившей последние 8 лет его жизни. В своем доме в парижском квартале Маре, прозванном «Приют Безденежья», он открыл литературный салон, где часто собирался блестящий литературный полусвет, к которым присоединялись многие приближённые к королевскому двору. Там бывали поэты Сент-Аман, Тристан Отшельник, Бенсерад, аббат Буаробер, живописец Миньяр, маршал Франции Тюренн, Нинон де Ланкло.

## Литературное творчество
Дебютировал «Сборником из нескольких бурлескных стихов» (фр. Recueil de quelques vers burlesques) в 1643 году. Как литературный деятель Скаррон выступал противником всего неестественного, приподнятого или приторного. Одним из самых популярных его сочинений был «Вергилий наизнанку» (Virgile travesti, 1648—1653) — местами очень остроумная, местами грубоватая пародия на «Энеиду», обошедшая всю Европу и вызвавшая подражания (например, в Австрии — шуточную поэму А. Блумауэра, у славян — перелицованные «Энеиды» Н. П. Осипова на русском языке, И. П. Котляревского на украинском и В. П. Равинского на белорусском языке).
Немного раньше Скаррон выпустил поэму «Тифон, или Гигантомахия» (Typhon ou la Gigantomachie), в которой пародируются высокопарные героические поэмы. Ода Hero et Léandre представляет собою пародию на трескучие и бессодержательные произведения различных «одописцев».
В лучшем сочинении Скаррона — «Комическом романе» (Roman comique, 1649—1657) — определённо сказывается его отрицательное отношение к тому искусственному жанру, который культивировали Оноре д’Юрфе, Готье Кальпренед, Мадлен де Скюдери и другие. Томным воздыхателям, селадонам и благородным, чувствительным рыцарям, которые тогда приводили в восторг читающую публику и считались наилучшими героями, противопоставлены здесь грубоватые, невоспитанные, иногда циничные, но зато выхваченные из окружающей действительности люди, говорящие простым языком, любящие все ясное, определённое, реальное, тесно связанные с той средой и тем краем, где они родились и живут. Скитания труппы актёров по Франции дают Скаррону возможность проявить свою наблюдательность, вывести целый ряд типичных, ярко обрисованных личностей, воссоздать провинциальную жизнь. В «Комическом романе» нет настоящей фабулы, которая придавала бы единство всему произведению; многочисленные эпизоды на каждом шагу прерывают главную нить повествования. Несомненно и то, что нередко мы находим у Скаррона не простое, вполне объективное изображение реальной жизни, а несколько одностороннее, подчас даже карикатурное, отчасти приближающееся к типу «плутовского романа». Больше всего, однако, произведение Скаррона является ярким образцом бурлеска. По словам А. Франса, «В романе талантливо даны ситуации и характеры; это произведение человека веселого и доброго, книга правдивая и вечная».
Скаррону принадлежит довольно видное место в истории французской литературы XVII века: его роман явился противовесом одностороннему господству тех произведений, авторы которых считали изображение неприкрашенной действительности чем-то низменным и недостойным хорошего писателя. Крайности и увлечения, в которые впадал Скаррон, были естественной реакцией против крайностей старой школы; в основе его творчества лежал зародыш разумного, здорового реализма.
Скаррон писал также комедии — «Жодле, или Слуга-господин» (Jodelet, ou le maître valet, 1645), L’héritier ridicule (1649), «Дон Иафет Армянский» (Don Japhet d’Arménie, 1653), Le gardien de soi-même (1655) и другие, — сонеты, послания, мадригалы, собранные под общим заглавием Poésies diverses. Полное собрание сочинений Скаррона издано в 1737 году в Амстердаме, в XIX веке переизданы «Вергилий наизнанку» (1858) и «Комический роман» (1857).

## Известность в России
С творчеством Скаррона были довольно хорошо знакомы некоторые русские писатели начиная с XIX века; так, В. Майков в своей героико-комической поэме «Елисей, или раздраженный Вакх», несомненно подражал его манере; в первой песни этой поэмы попадается обращение к «душечке, возлюбленному Скаррону». О «Вергилии наизнанку» (Virgile travesti) имел понятие Николай Осипов, когда писал свою «Энеиду, вывороченную на изнанку». В 1763 году появился русский перевод «Веселой повести» (Roman comique), сделанный В. Тепловым.

## Образ в искусстве
Аббату Скаррону и его салону посвящена глава XXIII романа Александра Дюма «Двадцать лет спустя». В приключенческом романе Теофиля Готье (1863) «Капитан Фракасс» труппа бродячих актёров, к которой примкнул главный герой барон де Сигоньяк, часто ставила на сцене пьесу Скаррона «Бахвальство Капитана Матамора».
В кинематографе
- «Путь короля» (Франция, 1996, режиссёр Нина Компанеец), в роли Скаррона — Мишель Дюшоссуа.

## Основные произведения
- комедия «Жодле, или Слуга-господин», 1645
- комедия «Бахвальство капитана Матамора», 1646
- поэма «Тифон, или Гигантомахия», 1647
- поэма «Вергилий наизнанку», 1648—1652
- стихотворный памфлет «Мазаринада», 1649
- комедия «Нелепый наследник, или Корыстолюбивая девица», 1649
- «Комический роман», 1651—1657
- комедия «Дон Яфет Армянский», 1653
- комедия «Саламанкский школяр, или Великодушные враги», 1654
- комедия «Принц-корсар», 1658
- «Трагикомические новеллы» («Тщетная предосторожность», «Лицемеры», «Невинное прелюбодеяние», «Больше дела, чем слов», «Наказанная скупость»), изданы в 1661

## Публикации текстов
- Скаррон П. Комический роман / Пер., ст., коммент., библиогр. Н. И. Кравцова. — М. : Academia, 1934. — 651 с. — (Французская литература / Под общ. ред. А. М. Эфроса). — 5300 экз.
- Скаррон П. Трагикомические новеллы / Пер. А. В. Болдырева, К. А. Ксаниной. — Л. : Гослитиздат, 1938. — 320 с.
- Скаррон П. Комедии / Пер. А. С. Эфрон и М. А. Донского ; ст. и примеч. М. Лозовецкого. — М. : Искусство, 1964. — 391 с. — (Библиотека драматурга / Редкол.: А. Аникст, Б. Бояджиев, Г. Гоян и др.). — 7000 экз.